# Ute Wassermann

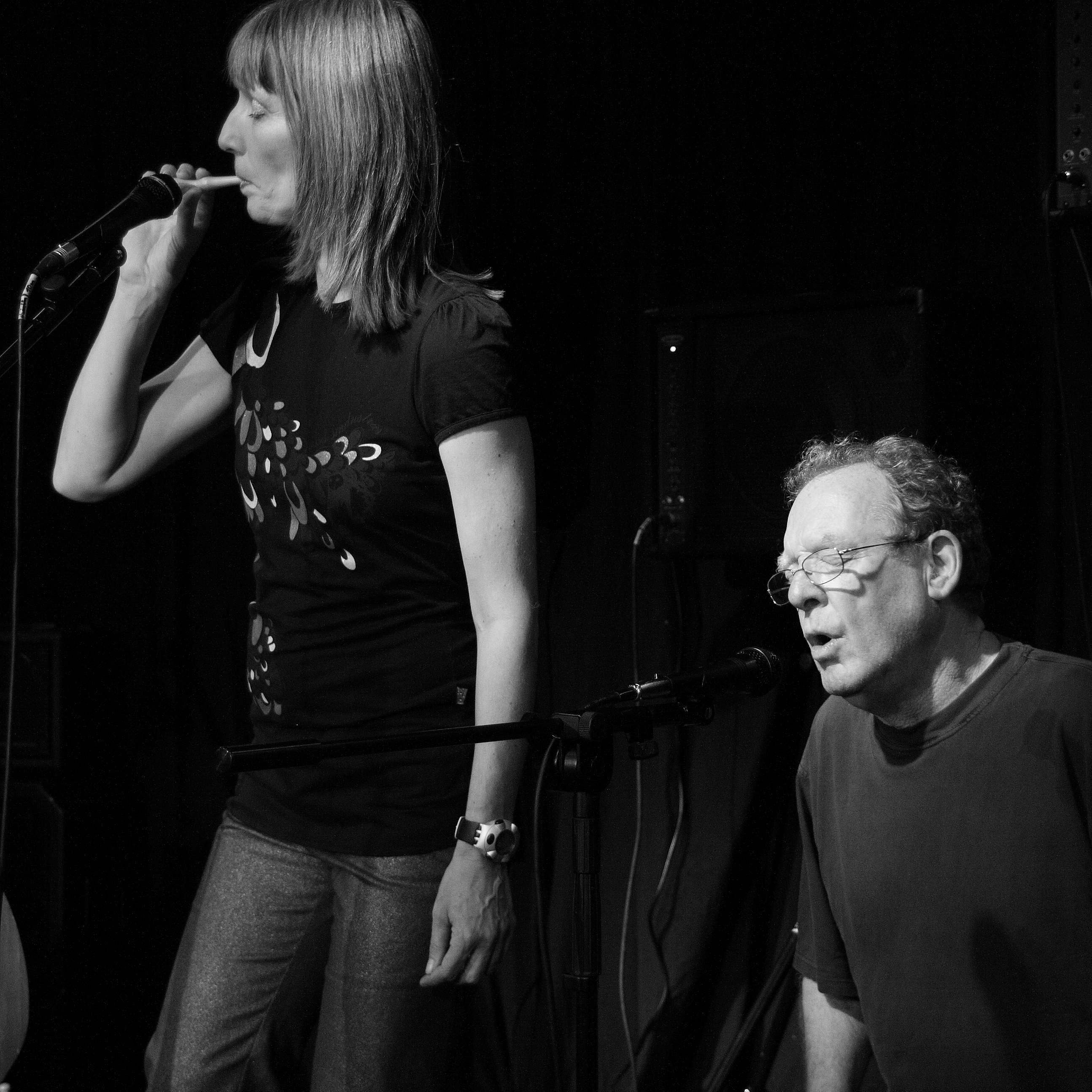
Ute Wassermann mit Phil Minton (rechts)

Ute Wassermann (* 17. April 1960 in Gunzenhausen) ist eine deutsche Vokalistin, Komponistin und Klangkünstlerin.

## Leben
Wassermann erhielt zunächst Querflöten- und Gesangsunterricht. 1980 und 1981 studierte sie Ethnologie an der Universität Hamburg, sowie anschließend, bis 1989 Bildende Kunst mit Schwerpunkt Klanginstallationen und Performance an der Hochschule für Bildende Künste Hamburg u. a. bei Henning Christiansen und Allan Kaprow. Danach folgte ein Studium in Bildender Kunst, Musik und Gesang an der University of California, San Diego. Sie war 1993 bis 1994 Stipendiatin der Akademie Schloss Solitude und 2015 Stipendiatin an der Civitella Ranieri in Italien.

## Schaffen
Wassermann hat vokale Techniken entwickelt, die sie in sehr unterschiedlichen Formen wie Stimmperformances, Kompositionen, Improvisationen und Installationen einsetzt. Die menschliche Stimme wird von Wassermann in unterschiedlichen Richtungen erweitert. Dies führt auch zum Einsatz von Vogelstimmen- und Gaumenpfeifen sowie verschiedenen Resonanz- und Lautsprecherobjekten.
Wassermann war 2005 Mitgründerin des Künstlerinnenkollektivs Les Femmes Savantes; dieses Kollektiv ist ein Composer-Performer-Ensemble, weitere Mitglieder sind Sabine Ercklentz, Andrea Neumann und Ana Maria Rodriguez. Sie spielt zusammen mit Richard Scott und Emilio Gordoa in parak.eets und mit ihrem Quartett speak easy (mit Phil Minton, Thomas Lehn und Martin Blume). Außerdem spielte sie als Improvisationsduo mit Aleksander Kolkowski, Rhodri Davies, Joke Lanz, Birgit Ulher, Els Vandeweyer, Charlotte Hug, Richard Barrett und John Russell.
Wassermann interpretierte auch Kompositionen von Chaya Czernowin, Henning Christiansen, Hans-Joachim Hespos, Salvatore Sciarrino, Luciano Berio, Simon Steen-Andersen, Matthias Kaul, Cathy van Eck und Richard Barrett.

## Werke
- Main gauche – souffle – main droite, Installation/Performance für Querflöte, Kontaktmikrophone und 2 Lautsprecher (1986)
- Windy Gong für Stimme, Mikrofon, präparierten Lautsprecher und Gong (1995)
- fausse voix für Stimme, elektrifizierten Gong, Vogelpfeifen (2006)
- Soledades, Stimmperformance mit Vogelpfeife im Plänterwald in Berlin (2014)
- InPutOut für Mikrofone, Lautsprecher und  Metallplatten (2015)
- Pneuma für Stimme und Sprechmaschine (2016)
- Strange Songs für Stimme und Vogelpfeifen (2016)

## Diskographie
- Ute Wassermann, Birgit Ulher Kunststoff (Creative Sources 2004)
- Ute Wassermann Birdtalking (Nur/Nicht/Nur 2007)
- Ute Wassermann, Richard Barrett Pollen (Creative Sources 2007)
- Alex Kolkowski, Ute Wassermann Squall Line (psi 2011)
- Ute Wassermann Ute Wassermann – A Retrospective Tribute | 1984-2012 (Audition Records 2011)
- Ute Wassermann, Birgit Ulher Radio Tweet (Creative Sources 2015)